# Could You Believe
Could You Believe – singel André Tannebergera z albumu Sunset Beach DJ Session. Został wydany 2 lipca 2010 roku i zawiera cztery utwory. Piosenkę zaśpiewała Jennifer Karr.

## Lista utworów
| Nr | Tytuł                                       | Długość |
| -- | ------------------------------------------- | ------- |
| 1. | Could You Believe (Airplay Mix)             | 3:29    |
| 2. | Could You Believe (Original Mix)            | 7:32    |
| 3. | Could You Believe (A&T NY Nights Mix)       | 7:32    |
| 4. | Could You Believe (Taylor & Gallahan Remix) | 8:23    |